# Lega Nazionale Alta Italia
La Lega Nazionale Alta Italia, sovente indicata per brevità come Lega Alta Italia sia dagli organi di stampa sia in suoi propri comunicati, fu una lega calcistica italiana operante fra il 1945 e il 1946 e avente sede a Milano. Il suo presidente fu Piero Pedroni.
Le distruzioni e gli strascichi della Seconda guerra mondiale avevano pesantemente scardinato l'organizzazione calcistica italiana, oltre a rendere assai complicate le comunicazioni fra il Settentrione, sotto occupazione dell’esercito degli Stati Uniti, e il resto del paese. Sciolto all'arrivo degli Alleati il Direttorio Divisioni Superiori, pesantemente condizionato dal cessato regime fascista, le società della Pianura Padana si ritrovarono in una libera assemblea in cui decisero di attivare provvisoriamente la nuova Lega, in attesa della ricomposizione nazionale degli organismi calcistici prevista per il 1946.
La Lega organizzò tre tornei: la Serie A Alta Italia, destinata a fornire quattro squadre che sarebbero andate a giocarsi lo scudetto nazionale, il Campionato Misto B-C cui furono aggregate appunto le migliori società di terza serie, e la Serie C detta "regionale", che invece avrebbe avuto la missione di promuovere una sola società nel girone settentrionale di Serie B in attivazione per l'anno venturo.
Il 16 maggio 1946 nell'assemblea di Rapallo la Lega Nazionale Alta Italia e la Lega Nazionale Centro-Sud confluirono in un unico organismo che assunse così carattere statale, tanto da prendere il nome di Lega Nazionale Professionisti. Le squadre della Serie C regionale, oramai troppo numerose, confluirono invece nella Lega Interregionale Nord.

## Organico
- le migliori 160 società calcistiche italiane del Nord